# Tekplus Centauro
El sistema CENTAURO de TEKPLUS AEROSPACE es un sistema aéreo no tripulado basado en una plataforma de ala rotatoria (tipo helicóptero), dirigido a misiones embarcadas y terrestres tanto en el sector civil como militar. El proyecto se enmarca en el Programa Coincidente impulsado por la Dirección General de Armamento y Material del Ministerio de Defensa. 
El CENTAURO C30 es un sistema integrado por una plataforma de ala rotatoria dotada de un rotor de 3,50 m de diámetro; 3,60 m de longitud y un peso máximo al despegue de 85 kilos, capaz de transportar diversas cargas de pago [cámaras infrarrojas, multiespectrales, vídeo, sistema de identificación de aeronaves en vuelo, y radar] con un peso de hasta 20 kilos.
El sistema dispone de un video link capaz de transmitir vídeo e imágenes (EO/IR) en tiempo real y de manera simultánea. 
Su sistema de navegación es robusto y muestra una gran resistencia en entornos agresivos. 
El CENTAURO C30 tiene una autonomía de hasta 6 horas y un radio de acción de hasta 75 kilómetros.

## Misiones
Entre sus principales misiones se engloban las siguientes: vigilancia de instalaciones energéticas sensibles (oleoductos y gaseoductos), trabajos agrícolas (fumigación, control de plagas o análisis de las masas forestales), vigilancia y control de fronteras, prevención de incendios forestales, lucha contra el narcotráfico y el furtivismo, vertidos ilegales de buques, apoyo a tareas de salvamento marítimo y servicio de reconocimiento y espionaje para las fuerzas armadas y cuerpos de seguridad del Estado.

## Interés Internacional
Países como Brasil, Perú, Colombia, Sudáfrica y estados asiáticos, se han interesado por el aparato. El presidente de Tekplus, Marcos Carrera, asegura que dentro de un año se estará en disposición de entregar las primeras unidades.

## Especificaciones técnicas
Referencia datos: 

### Características generales
- Tripulación: 2 (un piloto de seguridad y un operador de equipos)
- Carga: 12 kg
- Longitud: 3,60 m
- Planta motriz: 2×  . cada uno.
- Diámetro de la hélice: 3,5 m

### Rendimiento
- Alcance: hasta 6 horas